# Xã South Viking, Quận Benson, Bắc Dakota
Xã South Viking (tiếng Anh: South Viking Township) là một xã thuộc quận Benson, tiểu bang Bắc Dakota, Hoa Kỳ. Năm 2010, dân số của xã này là 61 người.